# 이연년 (고려)
이연년(李延年, ? ~ 1237년)은 백제 부흥 운동을 전개한 고려의 민란 주동자이다. 본관은 원율(原栗: 전라남도 담양)이다.
1236년 10월에 산림의 무리들을 모아 현재의 전라남도 담양군 금성면 금성리에 있는 금성산성(金城山城)에서 거병하였다. 고종 때 스스로 백적도원수(百賊都元帥)라 일컫고서 여러 주군(州郡)을 공격하여 노략질하니 전라도지휘사 김경손과 나주부사(羅州副使) 최린이 1237년 그들을 토벌하였다.

## 이연년이 등장한 작품
- 《무신》(MBC, 2012년~2012년, 배우:윤용현)